# Jan Stachniuk
Jan Stachniuk, pseudonimo Stoignew (Kovel', 13 gennaio 1905 – Varsavia, 14 agosto 1963), è stato un pubblicista, filosofo e attivista neopagano polacco.
Nel 1930 terminò gli studi di economia a Poznań. Ideologo e animatore del gruppo nazionalista neopagano Zadruga e dell'omonimo bollettino. Durante la seconda guerra mondiale fu membro di un gruppo della resistenza polacca, il "Partito dello Slancio Nazionale" (Stronnictwa Zrywu Narodowego) e combatté durante l'insurrezione di Varsavia.
Nel 1949 fu arrestato dalle autorità comuniste e internato a Barczewo. Inizialmente condannato a morte, la pena fu commutata in 15 anni di prigione, ma poi fu rilasciato nel 1955.
Morì nel 1963 e fu sepolto in segreto nel Cimitero Powązki, a Varsavia.
Le sue idee ebbero una notevole influenza sul movimento neopagano polacco del dopoguerra, perfino su gruppi ispirati a quel nazismo che Stachniuk aveva combattuto durante la guerra.

## Opere
- Zagadnienie totalizmu ("La questione del Totalismo")
- Człowieczeństwo i kultura ("Umanità e cultura")
- Chrześcijaństwo a ludzkość ("Il cristianesimo senza l'umanità")
- Mit słowiański ("Il mito slavo")
- Droga rewolucji kulturowej w Polsce ("La difficile rivoluzione culturale in Polonia")
- Kolektywizm a naród ("Il collettivismo senza la nazione")
- Dzieje bez dziejów ("Storia senza storia")
- Wspakultura
- Heroiczna wspólnota narodu ("Comunità nazionale eroica")
- Państwo a gospodarstwo ("Lo stato senza fattoria")